# Euspondylus simonsii
Espèce
Euspondylus simonsii est une espèce de sauriens de la famille des Gymnophthalmidae.

## Répartition
Cette espèce est endémique de la région de Huánuco au Pérou.

## Étymologie
Cette espèce est nommée en l'honneur de Perry O. Simons (1869–1901).

## Publication originale
- Boulenger, 1901 : Further descriptions of new reptiles collected by Mr. P. O. Simons in Peru and Bolivia. Annals and Magazine of Natural History, sér. 7, vol. 7, no 42, p. 546-549 (texte intégral).